# حارة الجندوح الجنوبية (خور مكسر)
حارة الجندوح الجنوبية هي إحدى حارات حي السعادة الواقع بمديرية خور مكسر التابعة لمحافظة عدن، بلغ تعداد سكانها 3926 نسمة حسب تعداد اليمن لعام 2004.